# Спортивная гимнастика на летних Олимпийских играх 2016
Соревнования по спортивной гимнастике на летних Олимпийских играх 2016 в Рио-де-Жанейро прошли с 6 по 16 августа. 196 спортсмена разыграли четырнадцать комплектов наград (8 у мужчин и 6 у женщин). Соревнования прошли на Олимпийской арене Рио.

## Медали

### Общий зачёт
(Жирным выделено самое большое количество медалей в своей категории; принимающая страна также выделена)
| Общее количество медалей |                |        |         |        |       |
| Место                    | Страна         | Золото | Серебро | Бронза | Всего |
| 1                        | США            | 4      | 6       | 2      | 12    |
| 2                        | Великобритания | 2      | 1       | 3      | 6     |
| 3                        | Япония         | 2      | 0       | 1      | 3     |
| 4                        | Россия         | 1      | 4       | 3      | 8     |
| 5                        | Украина        | 1      | 1       | 0      | 2     |
| 6                        | Германия       | 1      | 0       | 1      | 2     |
| 7                        | Греция         | 1      | 0       | 0      | 1     |
| 7                        | КНДР           | 1      | 0       | 0      | 1     |
| 7                        | Нидерланды     | 1      | 0       | 0      | 1     |
| 9                        | Бразилия       | 0      | 2       | 1      | 3     |
| 11                       | Китай          | 0      | 0       | 2      | 2     |
| 12                       | Швейцария      | 0      | 0       | 1      | 1     |
| Всего                    | Всего          | 14     | 14      | 14     | 42    |

### Медалисты

#### Мужчины

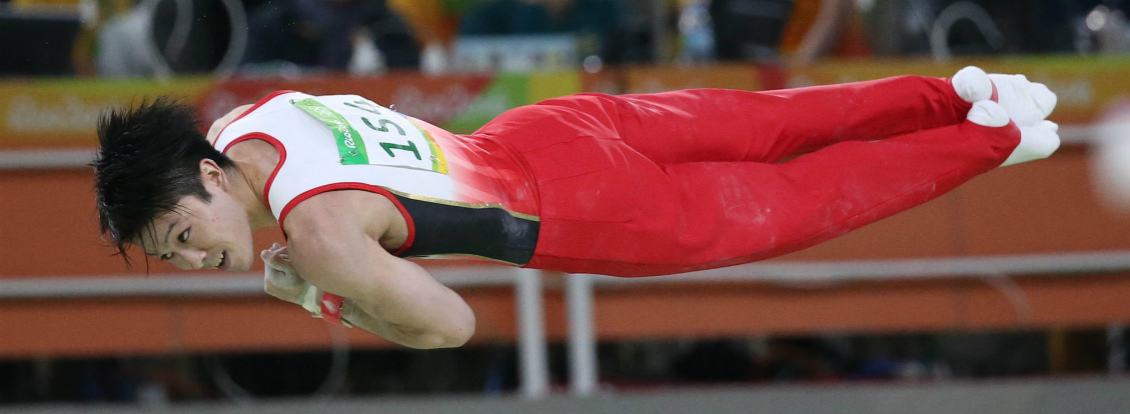
Золотой медалист в многоборье Кохэй Утимура

| Дисциплина           | Золото                                                                            | Серебро                                                                                         | Бронза                                                        |
| Личное многоборье    | Кохэй Утимура Япония                                                              | Олег Верняев Украина                                                                            | Макс Уитлок Великобритания                                    |
| Командное многоборье | Япония · Рёхэй Като · Кэндзо Сираи · Юсукэ Танака · Кохэй Утимура · Кодзи Ямамуро | Россия · Денис Аблязин · Давид Белявский · Николай Куксенков · Никита Нагорный · Иван Стретович | Китай · Дэн Шуди · Линь Чаопань · Лю Ян · Чжан Чэнлун · Ю Хао |
| Опорный прыжок       | Ли Сегван КНДР                                                                    | Денис Аблязин Россия                                                                            | Кэндзо Сираи Япония                                           |
| Вольные упражнения   | Макс Уитлок Великобритания                                                        | Диегу Иполиту Бразилия                                                                          | Артур Мариано Бразилия                                        |
| Конь                 | Макс Уитлок Великобритания                                                        | Луис Смит Великобритания                                                                        | Александер Наддур США                                         |
| Кольца               | Элефтериос Петруниас Греция                                                       | Артур Занетти Бразилия                                                                          | Денис Аблязин Россия                                          |
| Параллельные брусья  | Олег Верняев Украина                                                              | Дэнелл Лейва США                                                                                | Давид Белявский Россия                                        |
| Перекладина          | Фабиан Хамбюхен Германия                                                          | Дэнелл Лейва США                                                                                | Нил Уилсон Великобритания                                     |

#### Женщины
| Дисциплина           | Золото                                                                                    | Серебро                                                                                          | Бронза                                                         |
| Личное многоборье    | Симона Байлз США                                                                          | Александра Райсман США                                                                           | Алия Мустафина Россия                                          |
| Командное многоборье | США · Симона Байлз · Габриэль Дуглас · Мэдисон Кошан · Александра Райсман · Лори Эрнандес | Россия · Ангелина Мельникова · Алия Мустафина · Мария Пасека · Дарья Спиридонова · Седа Тутхалян | Китай · Ван Янь · Лю Тинтин · Мао И · Фань Илинь · Шан Чуньсун |
| Опорный прыжок       | Симона Байлз США                                                                          | Мария Пасека Россия                                                                              | Джулия Штайнгрубер Швейцария                                   |
| Вольные упражнения   | Симона Байлз США                                                                          | Александра Райсман США                                                                           | Эми Тинклер Великобритания                                     |
| Разновысокие брусья  | Алия Мустафина Россия                                                                     | Мэдисон Кошан США                                                                                | Софи Шедер Германия                                            |
| Бревно               | Санне Веверс Нидерланды                                                                   | Лори Эрнандес США                                                                                | Симона Байлз США                                               |

## Место проведения
| Олимпийская арена Рио |
| --------------------- |
|                       |
| Вместимость: 15 000   |

## Судейское жюри
Члены судейского жюри были выбраны исполнительным комитетом Международной федерации гимнастики в Лозанне в декабре 2015 года.

| Мужские соревнования Председатель — Стив Бутчер. Члены жюри: - Хольгер Альбрехт - Хулио Маркос Фелипе - Артур Мицкевич - Яни Тансканен - Хироюки Томита - Хан Ён Су - Хуан Липин Судьи трудности: - Дмитрий Андреев - Гарет Пол Бреттелл - Марио Вукоя - Ёити Гото - Кристофер Грабовецки - Дун Цзяньго - Пабло Каррильес Гарсия - Диего Ладзарих - Хуан Пабло Рамирес Кармона - Эндрю Томбс - Андреас Штруплер - Бутч Андрея Цуних Судьи исполнения: - Недаль Алюсеф - Тимур Амирбеков - Антон Хейдар Торольфссон - Дуглас Бернабе - Леон Бискуп - Эрик Брандтофт - Рафаэль Брикнер - Деян Деянович - Мехмет Индже - Робсон Кабальеро - Хуан Карлос Колон Роблес - Вилем Коциян - Ален Куссеман - Ли Юн Чхоль - Богдан Макуц - Хельмут Мец - Винвент Реймеринг - Любош Рупчик - Эрик Сааведра - Хорхе Освальдо Сандоваль - Акоп Серобян - Альваро Соуза - Сотирис Стиляну - Топи Таскинен - Том Тингволл - Чэнь Мин-Яо - Пол Шуйко - Андрей Фёдоров - Йенс Хуммель - Юэнь Ка-Кхён - Ян Хендрик Янсе Ван Вюрен Судьи артистизма: - Рза Алиев - Иштван Берци - Илиа Георгадзе - Денис Донохью - Здравко Куртев - Андрей Маркелов - Николаос Провиас - Энрике Саланитро - Йозеф Тот - Мохамед Смаил Хаджи - Энес Ходжич-Ледерер - Викторас Шурпикас Резервный судья — Тамер Барака | Женские соревнования Председатель — Нелли Ким. Члены жюри: - Любовь Андрианова - Ким Дауделл - Донателла Сакки - Ёсие Хариниси - Патрисия Хираль - Чжоу Цюжуй Судьи трудности: - Мария Андреа Гомес Гомес - Елена Давыдова - Хелена Ларио - Анка Михэйлеску-Григораш - Монтсеррат Убия-и-Карнисер - Триша Мари Хейд - Шерил Хэмилтон - Чжу Цзея Судьи исполнения: - Кармен Мария Басла - Тамара Белоусова - Анабет Лорена Варгас Авила - Марианн Лоранс Ивонн Друэнг-Ассади - Лусинда Эльвира Инфанте Брамон - Мэйрид Джеральдин Кавана - Ирина Катинене - Радие Кизилгюн - Сабрина Клесберг - Людмила Ли - Гана Лискарова - Кэрол Энн Мэлоун - Анне Торилль Нордли - Хоаннис Хосефина Руис Беллосо - Юми Ямамото Савасато - Нели Танкушева - Марина Ульянкина - Лисбет Анника Хейно - Патрисия Джоан Чедвик - Орна Эрена Шай Судьи артистизма: - Йоханна Гратт - Лилиана Кальвете Барата Родригеш - Венди Карина Кальдерон Каджеро - Дуня Ледерер - Оксана Омельянчик-Зюркалова - Надежда Сейле - Весна Старе Црняц - Кристина Мария Фрауэнкнехт-Бергундталь Резервные судьи — Йитске Васбиндер и Мария Анна Ратыньска-Бури |